# اعتلال العين المنسوب لغريفز
اعتلال العين المنسوب لغريفز (بالإنجليزية: Graves' ophthalmopathy)‏ ، المعروف أيضًا باسم مرض العين الدرقي، هو اضطراب التهابي مناعي ذاتي في الحجاج والأنسجة المحيطة به، يتميز بتراجع الجفن العلوي، وتلكؤ الجفن، والتورم، والاحمرار (حمامى)، والتهاب الملتحمة، وانتفاخ العينين (جحوظ العين). يحدث بشكل شائع لدى المصابين بداء غريفز، وأقل شيوعًا لدى الأفراد المصابين بالتهاب الغدة الدرقية لهاشيموتو، أو لدى أسوياء الغدة الدرقية. 
يشكل الاعتلال جزء من عملية جهازية ذات تعبير متباين في العين والغدة الدرقية والجلد، بسبب وجود أضداد ذاتية ترتبط بأنسجة تلك الأعضاء. تستهدف الأضداد الذاتية الأرومات الليفية في عضلات العين، ويمكن لهذه الأرومات الليفية أن تتمايز إلى خلايا دهنية (الخلايا الشحمية). تتوسع الخلايا الدهنية والعضلات وتصبح ملتهبة. يزداد الضغط على الأوردة وتصبح غير قادرة على تصريف السوائل، ما يسبب وذمة.
يبلغ معدل الإصابة السنوي 16/100,000 للنساء، و3/100,000 للرجال. يعاني نحو 3-5% من المرضى من اعتلال شديد مع ألم، وتقرحات القرنية التي قد تسبب فقدان البصر أو انضغاط العصب البصري. يزيد تدخين السجائر، المرتبط بالعديد من أمراض المناعة الذاتية، معدل الحدوث ب7.7 ضعف.
غالبًا ما تتراجع أعراض المرض الخفيف وتتطلب بعض الإجراءات لتقليل الانزعاج والجفاف، مثل الدموع الاصطناعية والإقلاع عن التدخين إن أمكن. تشكل الحالات الشديدة حالة طبية طارئة، وتُعالج بالهرمونات القشرية السكرية، وأحيانًا السيكلوسبورين. تتم تجربة العديد من الوسائط البيولوجية المضادة للالتهابات، مثل إنفليكسيماب، وإيتانرسبت، وآناكينرا. في يناير عام 2020، وافقت إدارة الغذاء والدواء الأمريكية على استخدام دواء تيبروتوموماب-تربو لاعتلال العين المصاحب لداء غريفز.

## العلامات والأعراض
في المرض الخفيف، يعاني المرضى من تراجع الجفن. في الواقع، يعد تراجع الجفن العلوي أكثر علامات العين شيوعًا لمرض غريفز الحجاجي. ترتبط هذه النتيجة بتلكؤ الجفن عند تدوير العين نحو الأسفل (علامة فون جريف)، وتلكؤ كرة العين عند تدوير العين نحو الأعلى (علامة كوخر)، والشق الجفني المتسع أثناء تثبيت حركة العين (علامة دالريمبل) وعدم القدرة على إغلاق الجفنين تمامًا (العين الأرنبية، علامة ستلواغ). بسبب تراجع الجفن وجحوظ العينين، تكون القرنية أكثر عرضة للجفاف وقد تتظاهر بوردينج (وذمة في الملتحمة) وتآكلات ظهارية نقطية والتهاب الملتحمة القرنية الحوفي العلوي. يعاني المرضى أيضًا من خلل وظيفي في الغدة الدمعية مع انخفاض في كمية وتركيب الدموع المنتَجة. تشمل الأعراض غير النموذجية لهذه الأمراض التهيج، والترميل في العينين، ورهاب الضوء، والإدماع، وعدم وضوح الرؤية. لا يكون الألم نموذجيًا، لكن غالبًا ما يشكو المرضى من الضغط في الحجاج. يمكن أيضًا ملاحظة التورم حول الحجاج بسبب الالتهاب.

## العلاج
رغم تراجع أعراض بعض المرضى بشكل تلقائي في غضون عام، يحتاج الكثيرون إلى العلاج. الخطوة الأولى هي تنظيم مستويات هرمون الغدة الدرقية. تستخدم المزلقات الموضعية للعين لتجنب تلف القرنية الناجم عن انكشافها. تعد الكورتيكوستيرويدات فعالة في تقليل الالتهاب الحجاجي، لكن تتراجع فوائدها بعد إيقافها. يعد العلاج بالكورتيكوستيرويدات محدودًا أيضًا بسبب كثرة آثارها الجانبية. يعد العلاج بالأشعة خيارًا بديلًا لتقليل التهاب الحجاج الحاد. مع ذلك، ما يزال هناك جدل حول فعاليته. هناك طريقة بسيطة لتقليل الالتهاب وهي الإقلاع عن التدخين، إذ تحتوي السجائر على مواد مؤهبة للالتهابات. يمكن أيضًا استخدام دواء تيبروتوموماب-تربو. هناك دليل مبدئي على فوائد السيلينيوم في المرض الخفيف. تمت دراسة توسيليزوماب، وهو دواء كابت للجهاز المناعي، كعلاج لمرض العين الدرقي. مع ذلك، لم تجد مراجعة كوكرين المنشورة عام 2018 أي دليل (لم يتم نشر دراسات سريرية ذات صلة) لإثبات فعالية توسيليزوماب لدى المصابين بمرض العين الدرقي.
في يناير عام 2020، وافقت إدارة الغذاء والدواء الأمريكية على تيبروتوموماب-تربو لعلاج اعتلال العين المنسوب لغريفز.